# 子群
假設 {\displaystyle (G,*)} 是一個 群（group），若 {\displaystyle H} 是 {\displaystyle G} 的一個非空子集（subset）且同時 {\displaystyle H} 與相同的二元運算 {\displaystyle *} 亦構成一個群，則 {\displaystyle (H,*)} 稱為 {\displaystyle (G,*)} 的一個 子群（subgroup）。參閱群論。
更精確地來說，若運算 {\displaystyle *} 在 {\displaystyle H} 的限制也是個在 {\displaystyle H} 上的群運算，则称  {\displaystyle H} 為 {\displaystyle G}的子群。
一個群 {\displaystyle G} 的 純子群 是指一個子群 {\displaystyle H}，其為 {\displaystyle G}的純子集（即 {\displaystyle H} ≠ {\displaystyle G}）。任一個群總會有兩個子群 當然群（為只包含單位元素的子群，{e}）以及 群本身。若 {\displaystyle H} 為 {\displaystyle G}的子群，則 {\displaystyle G} 有時會被稱為 {\displaystyle H} 的「母群」。
相同的定義可以應用在更廣義的範圍內，當 G 為一任意的半群，但此一條目中只處理群的子群而已。群G 有時會被標記成有序對(G,*)，通常用以強調其運算 {\displaystyle *} 當 G 帶有多重的代數或其他結構。
在下面的文章中，會使用省略掉 {\displaystyle *} 的約定，並將乘積a*b寫成 ab。

## 子群的檢驗
給定一個群{\displaystyle (G,*)}，{\displaystyle H}為{\displaystyle G}的子集，則有{\displaystyle H}為{\displaystyle G}的子群若且唯若{\displaystyle \forall h,h'\in H,h*(h')^{-1}\in H}。
若{\displaystyle H}為{\displaystyle G}的子群可表示為{\displaystyle H\leq G}，則以上表述可表示為:
{\displaystyle H\leq G\Longleftrightarrow \forall h,h'\in H,h*(h')^{-1}\in H}
證明：
{\displaystyle (\Longrightarrow )}：
因為{\displaystyle H\leq G}，對於任意{\displaystyle h'\in H}，{\displaystyle \exists h'^{-1}\in H}，另有{\displaystyle h\in H}，由於{\displaystyle H}為一個群，所以{\displaystyle h*h'^{-1}\in H}。
{\displaystyle (\Longleftarrow )}：
假設{\displaystyle \exists x\in H}，令{\displaystyle h=h'=x}，可得{\displaystyle h*h^{-1}=x*x^{-1}=e_{G}\in H}，即{\displaystyle H}存在單位元。
對於{\displaystyle x\in H}，令{\displaystyle h=e_{G}}，{\displaystyle h'=x}，可得{\displaystyle h*h^{-1}=e_{G}*x^{-1}=x^{-1}\in H}，即對於任意{\displaystyle x\in H}，存在{\displaystyle x^{-1}\in H}。
對於{\displaystyle x,y\in H}，令{\displaystyle h=x}，{\displaystyle h'=y^{-1}}，可得{\displaystyle h*h^{-1}=x*(y^{-1})^{-1}=x*y\in H}，即對於任意{\displaystyle x,y\in H}，{\displaystyle x*y\in H}。
因此{\displaystyle H\leq G\Longleftrightarrow \forall h,h'\in H,h*(h')^{-1}\in H}成立。

## 子群的基本性質
- {\displaystyle H\leq G} {\displaystyle \Longleftrightarrow }{\displaystyle H\subseteq G}且存在一個映射{\displaystyle \phi :H\to G},且對每個 {\displaystyle a\in H} 有{\displaystyle \phi (a)=a}。
- {\displaystyle H\leq G} {\displaystyle \Longleftrightarrow }{\displaystyle e_{H}=e_{G}},其中{\displaystyle e_{H},e_{G}}為{\displaystyle H,G} 的單位元素。
- 若{\displaystyle H\leq G}，則{\displaystyle a,b}為會使得{\displaystyle ab=ba=e_{H}} 之 {\displaystyle H} 中的元素，有{\displaystyle ab=ba=e_{G}}。
- 若{\displaystyle H_{1}\leq G,H_{2}\leq G\Rightarrow H_{1}\cap H_{2}\leq G} .但{\displaystyle H_{1}\cup H_{2}}則不一定，例如2和3是在{\displaystyle 2\mathbb {Z} }與{\displaystyle 3\mathbb {Z} }的聯集中，但其總和5則不是。
- 若S是G的子集，則存在一個包括S的最小子群，其可以由取得所有包括S的子群之交集來找出；此一最小子群被標記為<S>且稱為由S產生的子群。G內的一個元素在<S>內若且唯若其為S內之元素的有限乘積且其逆元。
- 群G內的每一個元素a都會產生一個循環子群<a>。若<a>同構於某一正整數n之Z/nZ，則n會是最小個會使得an = e的正整數，且n被稱為是a的「階」。若<a>同構於Z，則a會被稱有「無限階」。
- 任一給定的群之子群都會形成一個在內含下的完全格，稱之為子群格。(其最大下界為一般的集合論交集，而其一群子群的最小上界所此些子群之集合論聯集「所產生」的子群。)若e為G的單位元素，則其當然群{e}會是群G的最小子群，而其最大子群則會是群G本身。

## 例子

### 1. 有限群
{\displaystyle G=\{0,1,2,3,4,5,6,7\}} 和以8為模的加法為二元運算的群(此群亦同時是阿貝爾群)。
其凱萊表為
| + | 0 | 4 | 2 | 6 | 1 | 3 | 5 | 7 |
| - | - | - | - | - | - | - | - | - |
| 0 | 0 | 4 | 2 | 6 | 1 | 3 | 5 | 7 |
| 4 | 4 | 0 | 6 | 2 | 5 | 7 | 1 | 3 |
| 2 | 2 | 6 | 4 | 0 | 3 | 5 | 7 | 1 |
| 6 | 6 | 2 | 0 | 4 | 7 | 1 | 3 | 5 |
| 1 | 1 | 5 | 3 | 7 | 2 | 4 | 6 | 0 |
| 3 | 3 | 7 | 5 | 1 | 4 | 6 | 0 | 2 |
| 5 | 5 | 1 | 7 | 3 | 6 | 0 | 2 | 4 |
| 7 | 7 | 3 | 1 | 5 | 0 | 2 | 4 | 6 |
此凱萊表是故意不用常規的排列法來表明此群有著一對非當然子群：{\displaystyle J=\{0,4\}} 和 {\displaystyle H=\{0,2,4,6\}}，其中 {\displaystyle J} 亦是 {\displaystyle H} 的子群。{\displaystyle H} 的凱萊表是 {\displaystyle G} 的凱萊表之左上半部。 {\displaystyle G} 群是循環的，而其子群亦為。一般而言，循環群的子群亦為循環的。

### 2. 二面體群
如果{\displaystyle G=D_{n}}，則 {\displaystyle R=\{e,r,r^{2},...,r^{n-1}\}}是一個子群

### 3.群的中心，中心化子，正規化子
我們設{\displaystyle Z(G)}一個群G的子集，包含了所有與群G中其他元素可交換的元素，也就是說
{\displaystyle Z(G)=\{x\in G|\;xg=gx\;\,\;\forall \,g\in G\}}，此集合為群G的子群。我們稱此子群為群的中心，記作{\displaystyle Z(G)}。
設A為G的任意子集，則A在G中的中心化子為集合{\displaystyle C_{G}(A)}，此集合的定義為:
{\displaystyle C_{G}(A)=\{g\in G\;|\;gag^{-1}=a\;\;\forall a\in A\}}，此集合也是群G的子群。
至於A在G中的正規化子則為集合{\displaystyle N_{G}(A)}，此集合定義為:
{\displaystyle N_{G}(A)=\{g\in G\;|\;gAg^{-1}\subseteq A\}}，此集合也是群G的子群。

## 陪集和拉格朗日定理
給定一子群H和G內的某一元素a，則可定義出一個左陪集 aH={ah;h∈H}。因為a為可逆的，由φ(h) = ah給出之映射φ : H → aH為一個雙射。更甚地，每一個G內的元素都包含在恰好一個H的左陪集中；其左陪集為對應於一等價關係的等價類，其等價關係a1 ~ a2若且唯若a1−1a2會在H內。H的左陪集之數目稱之為H在G內的「指數」，並標記為[G:H]。
拉格朗日定理敘述著對一個有限群G和一個子群H而言，
{\displaystyle [G:H]={o(G) \over o(H)}}
其中o(G)和o(H)分別為G和H的階。特別地是，每一個G的子群的階(和每一個G內元素的階)都必須為o(G)的因數。
右陪集為相類比之定義：Ha = {ha : h∈H}。其亦有對應於一適當之等價關係的等價類，且其個數亦會相等於[G:H]。
若對於每個在G內的a，aH=Ha，則H稱之為正規子群。每一個指數2的子群皆為正規的：左陪集和右陪集都簡單地為此一子群和其補集。

## 另見
- 嘉當子群
- 費汀子群
- 穩定子群